# September Gurls
September Gurls est une chanson du groupe de rock américain Big Star extraite de leur deuxième album studio, Radio City, enregistré en 1973 et sorti sur le label Ardent Records en 1974.
La chanson a également été publiée en single (sur le label Ardent Records en mai 1974). Elle n'est pas entrée dans les charts américains.
En 2004, Rolling Stone a classé cette chanson, dans la version originale de Big Star, 178e sur sa liste des « 500 plus grandes chansons de tous les temps » (en 2010, le magazine rock américain a mis à jour sa liste, maintenant la chanson est 180e). Elle est également sélectionnée par le Rock and Roll Hall of Fame, en 1995, comme l'une de « 500 chansons qui ont façonné le rock 'n' roll ».

## Composition
La chanson a été écrite par Alex Chilton et produite par Big Star.

## Reprises
La chanson a été notamment reprise par les Bangles sur leur album Different Light (1986).